# Głobikowa
Głobikowa – wieś w Polsce położona w województwie podkarpackim, w powiecie dębickim, w gminie Dębica.
| SIMC    | Nazwa     | Rodzaj    |
| ------- | --------- | --------- |
| 0818108 | Górzyzna  | część wsi |
| 0818114 | Kamieniec | część wsi |
| 0818120 | Podlas    | część wsi |
| 0818137 | Południk  | część wsi |
| 0818143 | Zalesie   | część wsi |

W latach 1975–1998 miejscowość administracyjnie należała do województwa tarnowskiego.

## Geografia
Głobikowa to rozległa wioska na płaszczowinie podgórskiej, położona na wysokości od 360 do 454 m n.p.m. w  zachodniej części Pogórza Strzyżowskiego, należącego do Pogórza Karpackiego (najwyżej położona wieś w Gminie Dębica i całym powiecie dębickim).
Miejscowość leży na styku czterech gmin: Dębicy, Ropczyc, Brzostku i Pilzna. Odległość od siedziby gminy wynosi 17 km. Powierzchnia wsi liczy 735,2 ha, w tym gruntów ornych jest 454 ha. Na jednej trzeciej rosną lasy. Znajduje się tutaj 175 gospodarstw rolnych. Zdecydowanie przeważają gospodarstwa o powierzchni od 2 do 5 ha (57%) oraz od 1 do 2 ha (36%).
Wieś składa się z kilku przysiółków: Górzyzna, Kamieniec, Podlas, Zalesie.
Miejscowość charakteryzuje się wysokimi walorami przyrodniczymi, ze wszystkich stron otoczona jest lasami liściastymi, w których dominuje chroniona buczyna karpacka. Ze względu na bogatą faunę i florę oraz walory krajobrazowe tereny wokół Głobikowej zaliczono do obszaru chronionego (otulina) Czarnorzecko – Strzyżowskiego Parku Krajobrazowego.

## Historia
Początki Głobikowej sięgają XIV wieku, kiedy po przyłączeniu przez króla Kazimierza Wielkiego Rusi Czerwonej do Polski, nasilił się ruch osadniczy. Pierwsze pisemne wzmianki o Głobikowej pojawiają się w XV wieku. W tym czasie wieś była własnością Jana Podgrodzkiego herbu Gryf. W końcu XV i na początku XVI wieku rodu Gryfitów.
Mieszkańcy wsi trudnili się rolnictwem i hodowlą bydła. Rolę uprawiano metodą trójpolówki, na wielką skalę karczowano lasy w celu uzyskania ziemi pod uprawę. Aż do 1846 roku (uwłaszczenie) panowała pańszczyzna. Chłopi odrabiali pańszczyznę przez 5 dni w tygodniu, oddawali też daniny, byli zobowiązani do dodatkowych prac, np. w czasie siewów i żniw (tzw. daremszczyzna). Płacili również dziesięcinę na rzecz Kościoła.
W 1772 roku po I rozbiorze Polski, Głobikowa znalazła się pod panowaniem austriackim. Sytuacja chłopów poprawiła się przynajmniej pod względem formalno-prawnym. Chłop mógł się zwrócić do cyrkułu ze skargą na dziedzica. Z zapisów cyrkułu wynika, że skarg było sporo.
W 1846 tym roku na terenie Galicji miało miejsce zbrojne wystąpienie chłopów, znane jako rabacja, które nie ominęło też Głobikowej. W czasie jej trwania zamordowany został działacz społeczny Konstanty Słotwiński. W 1846 roku, z woli cesarza Austrii, pańszczyzna została zniesiona.
W 1911 roku otwarto w Głobikowej szkołę podstawową.
W czasie trwania drugiej wojny światowej na terenie Głobikowej i okolicznych miejscowości prowadzone były ciężkie walki pozycyjne.
Lata po II wojnie światowej to okres przywracania ziemi pod użytkowanie rolne (rozminowywanie, wykrywanie niewybuchów i niewypałów, rekultywacja, zasiewy) oraz odbudowywanie doszczętnie zniszczonych gospodarstw domowych.
Późniejszy okres Polski Ludowej przyniósł powolny rozwój infrastruktury wsi. W roku 1969 oddano do użytku nowy budynek szkoły, a w grudniu 1971 roku wsie: Głobikowa, Gębiczyna, Braciejowa i Połomia zostały zelektryfikowane. W maju 1972 roku wybudowano utwardzoną drogę z Dębicy do Głobikowej i uruchomiono na tej trasie linię PKS. W 1992 roku oddano do użytku gazociąg wiejski. W 1998 roku podłączono linię telefoniczną.

## Edukacja
We wsi znajduje się Zespół Szkół im. Konstantego Leliwy Słotwińskiego w budynku oddanym do użytku w 1968 roku.
Pierwszą szkołę w Głobikowej zbudowano w 1910 roku, a otwarto w 1911. Przed 1911 rokiem nie było szkoły i dzieci nie uczyły się. W czasie II wojny światowej szkoła została znacznie uszkodzona w wyniku działań wojennych. Jej budynek wyremontowano i w 1946 roku przywrócono do użytku. W 1968 roku zbudowano nową szkołę. Budynek oddano do użytku w 28 października 1968 roku.

## Parafia
We wsi znajduje się kościół filialny pw. Matki Bożej Królowej Polski. Wybudowany został w latach 1977-1980 przez mieszkańców wsi. W 1980 roku został poświęcony przez arcybiskupa Jerzego Ablewicza. Głobikowa należy do parafii Gumniska.

## Osobliwości i atrakcje turystyczne

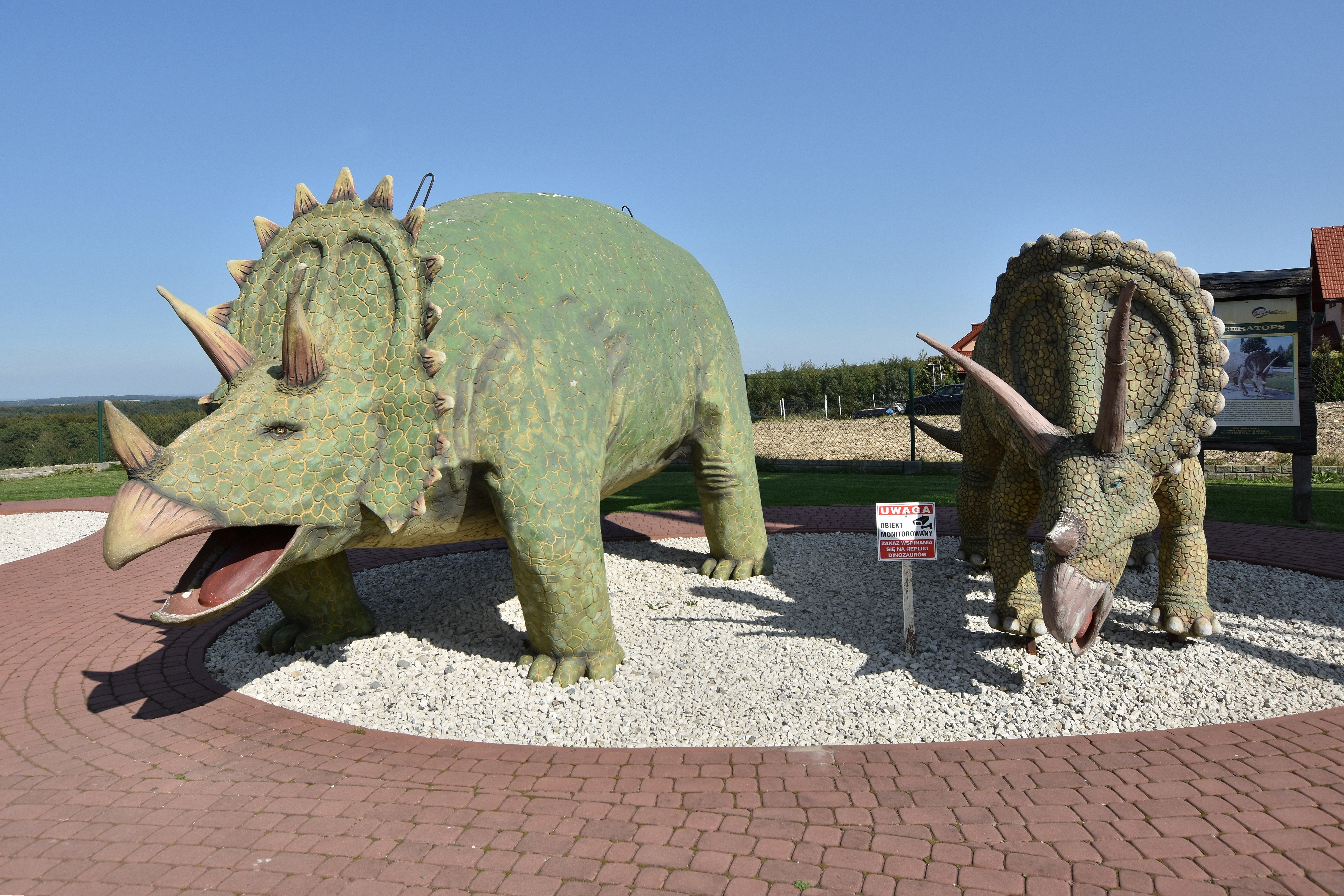
Park dinozaurów w Głobikowej

W centrum wsi, przy drodze, znajdują się:
- stanica turystyczna "Rozdzielnia Wiatrów"
- 20-metrowa wieża widokowa, z której przy dobrej pogodzie można zobaczyć Tatry
- mały Park Dinozaurów[8]. Znajduje się w nim pięć ogromnych replik prehistorycznych gadów. Największa replika diplodoka, waży 4 tony, ma 15 metrów długości i 5 wysokości. Obok niej są figury triceratopsa, triceratosaurusa, coelophysisa, gallodactylusa oraz pteranodona.[9]

W przysiółku Kamieniec znajdują się:
- wieża przekaźnikowa-telekomunikacyjna (RTV i GSM) - górująca nad okolicą, niegdyś wykorzystywana do utrzymywania łączności przez stacjonujące w okolicznym lesie wojska sowieckie.
- dwie kapliczki: murowana, pw. Jana Nepomucena (druga połowa XIX wieku, obok wieży), przydrożna (nr 122) z lat dwudziestych XX wieku (na rozdrożu, obok przystanku PKS).
- park podworski "Tomaszówka" (rejestr zabytków A-258). Obiekt w XIX wieku należał do rodziny Łobażewskich. W XX wieku przejął go Padlewicz, a następnie Sanguszko. W 1920 roku nabył go Stanisław Mączka. Jest to park krajobrazowy z liczącym kilkaset lat jesionem i aleją dębów uznawanych za pomniki przyrody.